# Мерлаца (Асти)
Мерлаца је насеље у Италији у округу Асти, региону Пијемонт.
Према процени из 2011. у насељу је живело 49 становника. Насеље се налази на надморској висини од 151 м.